# Гіллберн (Нью-Йорк)
Гіллберн (англ. Hillburn) — селище (англ. village) в США, в окрузі Рокленд штату Нью-Йорк. Населення — 930 осіб (2020).

## Географія
Гіллберн розташований за координатами 41°7′39″ пн. ш. 74°10′13″ зх. д. / 41.12750° пн. ш. 74.17028° зх. д. (41.127584, -74.170333).  За даними Бюро перепису населення США в 2010 році селище мало площу 5,88 км², з яких 5,83 км² — суходіл та 0,05 км² — водойми.

## Демографія
Згідно з переписом 2010 року, у селищі мешкала 951 особа в 325 домогосподарствах у складі 240 родин. Густота населення становила 162 особи/км².  Було 340 помешкань (58/км²).
Расовий склад населення:
| - 52,6 % — білих - 17,1 % — чорних або афроамериканців - 9,0 % — корінних американців - 3,8 % — азіатів - 5,3 % — осіб інших рас |

До двох чи більше рас належало 12,2 %. Частка іспаномовних становила 20,0 % від усіх жителів.
За віковим діапазоном населення розподілялося таким чином: 24,4 % — особи молодші 18 років, 64,7 % — особи у віці 18—64 років, 10,9 % — особи у віці 65 років та старші. Медіана віку мешканця становила 40,1 року. На 100 осіб жіночої статі у селищі припадало 108,6 чоловіків;  на 100 жінок у віці від 18 років та старших — 107,2 чоловіків також старших 18 років.
Середній дохід на одне домашнє господарство  становив 87 271 долар США (медіана — 77 321), а середній дохід на одну сім'ю — 99 429 доларів (медіана — 87 083). За межею бідності перебувало 9,6 % осіб, у тому числі 11,8 % дітей у віці до 18 років та 0,0 % осіб у віці 65 років та старших.
Цивільне працевлаштоване населення становило 422 особи. Основні галузі зайнятості: освіта, охорона здоров'я та соціальна допомога — 23,9 %, виробництво — 12,3 %, роздрібна торгівля — 10,4 %, публічна адміністрація — 10,4 %.